# Svenska informations- och telekommunikationsstandardiseringen
Svenska informations- och telekommunikationsstandardiseringen (ITS) är en ideell förening utsedd av regeringen att fungera som Sveriges nationella standardiseringsorgan (NSO) inom informations- och kommunikationsteknik, IKT. 
ITS är medlem i det europeiska standardiseringsorganet European Telecommunications Standards Institute (ETSI). 
Organisationen ingår även i Sveriges Standardiseringsförbund tillsammans med SEK Svensk Elstandard och Svenska institutet för standarder (SIS).

## Verksamhet
ITS fastställer svenska standarder för informations- och kommunikationsteknik, med fokus på europeiska och globala standarder eftersom tekniken i sig är gränsöverskridande. För att säkerställa snabb tillgång till relevanta standarder på den svenska marknaden har ITS sedan 2001 automatiskt antagit alla europeiska ETSI-standarder som svenska standarder. Det betyder att det inte blir fördröjningar eller extra manuellt arbete med svenska versioner av de europeiska standarderna och att de engelska versionerna som alltid är mest aktuellt på ETSI:s webbplats även gäller i Sverige.   
Organisationen verkar inom området uppkopplade system, applikationer och tjänster. Arbetet fokuserar bland annat på interoperabilitet, cybersäkerhet, IoT, 5G och framtida tekniker som 6G. 
Genom att samla experter från svensk industri, myndigheter och akademi i olika arbetsgrupper påverkar och bidrar ITS till standardiseringsarbetet inom ETSI. Konkret innebär det att ITS medverkar i att ta fram gemensamma regler för hur digitala system och tjänster ska fungera tillsammans, både i Sverige och internationellt. 

### Organisation och medlemskap
ITS består av fullmäktige, styrelse, ett kansli och flera tekniska arbetsgrupper. Alla svenskregistrerade företag, föreningar, myndigheter och statliga verk, akademiska institutioner och organisationer med intresse för standardisering inom IKT kan bli medlemmar. 
De tekniska arbetsgrupperna utgör navet i verksamheten och består av experter från medlemsorganisationerna. Här diskuteras behov av nya standarder och utkast till europeiska standarder, där ITS samordnar Sveriges remissvar, det vill säga synpunkter och förslag på förändringar innan en standard röstas igenom och sedan fastställs. 

## Samarbete med ETSI
ETSI:s uppgift är att utveckla standarder för informations- och kommunikationsteknik i Europa.
Till skillnad från andra europeiska standardiseringsorgan som CEN och CENELEC, bygger ETSI:s modell på direkt deltagande från medlemmar snarare än via nationella delegationer. Med kortare beslutsvägar effektiviseras standardiseringsarbetet, vilket lämpar sig bra i tekniska sammanhang som håller hög innovations- och utvecklingstakt. 
Som Nationellt Standardiseringsorgan representerar ITS Sverige i generalförsamlingen i ETSI, där strategiska och organisatoriska beslut om standardiseringsarbetet fattas. 

## Historia
Bakgrunden till ITS (tidigare Informationstekniska Standardiseringen) kan förstås genom framväxten av standardisering inom mobiltelefoni i Europa. I början av 1980-talet ökade rörligheten inom Europa och behovet för att kunna nås även när man hade passerat en landsgräns uppstod. För att möjliggöra en gränsöverskridande mobiltelefonitjänst skapades ett projekt inom CEPT.  
För att hantera det tekniska standardiseringsarbetet bildades ETSI 1988, och därmed etablerades också behovet av ett svenskt standardiseringsorgan för IKT – vilket blev ITS. Den första kommersiella GSM-tjänsten lanserades 1991, och redan året därpå fanns nätet tillgängligt i Sverige. 
Sedan dess har ITS varit Sveriges röst i ETSI och en nyckelspelare i den tekniska standardiseringen för digitala infrastrukturer.